# Puerto Libertad (ort i Argentina)
Puerto Libertad är en ort i Argentina.   Den ligger i provinsen Misiones, i den nordöstra delen av landet, 1 000 km norr om huvudstaden Buenos Aires. Puerto Libertad ligger 101 meter över havet och antalet invånare är 6 143.
Terrängen runt Puerto Libertad är huvudsakligen platt. Puerto Libertad ligger nere i en dal. Närmaste större samhälle är Puerto Esperanza, 12,1 km söder om Puerto Libertad.
I omgivningarna runt Puerto Libertad växer i huvudsak städsegrön lövskog. Runt Puerto Libertad är det ganska glesbefolkat, med 27 invånare per kvadratkilometer.